# Boe-CFT
Boe-CFT (англ. Boeing Crew Flight Test) — первый пилотируемый испытательный полёт к МКС американского космического корабля Starliner компании Boeing в рамках второго этапа программы НАСА по развитию частных пилотируемых космических кораблей. Состоялся 5 июня 2024 года в 14:52 UTC с космодрома на мысе Канаверал.

## Подготовка к полёту
Полёт должен был состояться после беспилотной тестовой миссии Boe-OFT, но потребовалось провести внеплановое повторное орбитальное испытание корабля без экипажа. Пилотируемый запуск, первоначально планировавшийся на 2020 год, был перенесён сначала на сентябрь 2021 года, а в дальнейшем неоднократно отодвигался на ещё более позднее время.
Запуск планировалось осуществить 1 июня 2024 года в 16:25 UTC, но он был перенесен из-за технических неполадок.

## Капсула
КОСМИЧЕСКИЙ корабль Boeing CST-100 Starliner «Каллипсо»

## Экипаж
| Космонавт       | Должность       | № полёта        | Организация     |
| Основной экипаж | Основной экипаж | Основной экипаж | Основной экипаж |
| --------------- | --------------- | --------------- | --------------- |
| Барри Уилмор    | Командир        | 3               | НАСА            |
| Сунита Уильямс  | пилот           | 3               | НАСА            |

16 июня 2022 года НАСА сообщило, что эта миссия CFT будет состоять из двух человек, и назвало имена Барри Уилмора и Суниты Уильямс, а Майкл Финк переведен в дублеры .

## Миссия
Первоначально предполагалось, что миссия проведёт на МКС около семи дней. Однако НАСА может увеличить продолжительность стыковки CFT до 6 месяцев.
Starliner пристыковался к международному стыковочному адаптеру системы стыковки NASA модуля «Гармония» 6 июня в 13:34 UTC, почти через 27 часов после запуска, стыковка была отложена более чем на час из-за проблем с двигателями управления реакцией космического корабля.. 6 июня в 15:45 астронавты перешли на станцию, присоединившись к членам экипажа 71-й экспедиции МКС.
Возвращение экспедиции на Землю неоднократно откладывалось. По состоянию на 14 июня 2024 года возвращение планировалось не ранее 22 июня. Однако данный срок был впоследствии сдвинут еще на 4 дня, до 26 июня, а 22 июня возвращение отложили на неопределенный срок из-за обнаруженных новых утечек в баках наддува гелием и серьёзных проблем с двигателями ориентации. Таким образом члены экипажа корабля вместо участников краткосрочной экспедиции посещения станции стали полноценными членами долговременного экипажа МКС-71 по факту.
Из-за проблем по возвращению на Землю корабля CST-100 Starliner миссии Boe-CFT были перенесёны  планируемые запуски других американских кораблей к МКС, в частности миссия SpaceX Crew-9 к МКС с 18 августа была перенесена на 24 сентября 2024 года (или на более поздний срок).
24 августа 2024 года директор НАСА Билл Нельсон заявил на пресс-конференции, что корабль Starliner будет отстыкован от МКС и отправлен на Землю в начале сентября 2024 года в беспилотном режиме, а экипаж Boe-CFT вернётся на Землю в феврале 2025 года на корабле SpaceX Crew Dragon вместе с миссией SpaceX Crew-9, экипаж которой будет сокращён на два астронавта. Также корабль миссии Crew-8 будет переоборудован в спасательную шлюпку для Барри Уилмора и Суниты Уильямс, чтобы иметь возможность вернуться на этом корабле в случае чрезвычайной ситуации на станции.
6 сентября корабль был отстыкован от МКС. Отстыковка проводилась по специальной ускоренной схеме, чтобы избежать опасности столкновения с МКС при возможном повторном отказе двигателей. 7 сентября корабль приземлился на полигоне White Sands в США.